# Валерий Ромул
Валерий Ромул (на латински: Valerius Romulus; * 292/295, † 309 г.) e римски консул.

## Биография
Той е син на римския узурпатор Максенций и Валерия Максимила, дъщеря на император Галерий. Внук е на Галерий и на император Максимиан.
Ромул става още много млад консул през 308 и 309 г. Той е определен за наследник на трона и получава от баща си титлата vir nobilissimus.
Ромул умира през 309 г. и е издигнат като дивус. В негова чест издигат храм на Ромул на Виа Апиа в територията на Максенцийската вила.